# Sorsumer Mühle
Die Sorsumer Mühle ist eine ehemalige Windmühle und Baudenkmal im Ortsteil Sorsum der Gemeinde Wennigsen in der Region Hannover in Niedersachsen.

## Geschichte

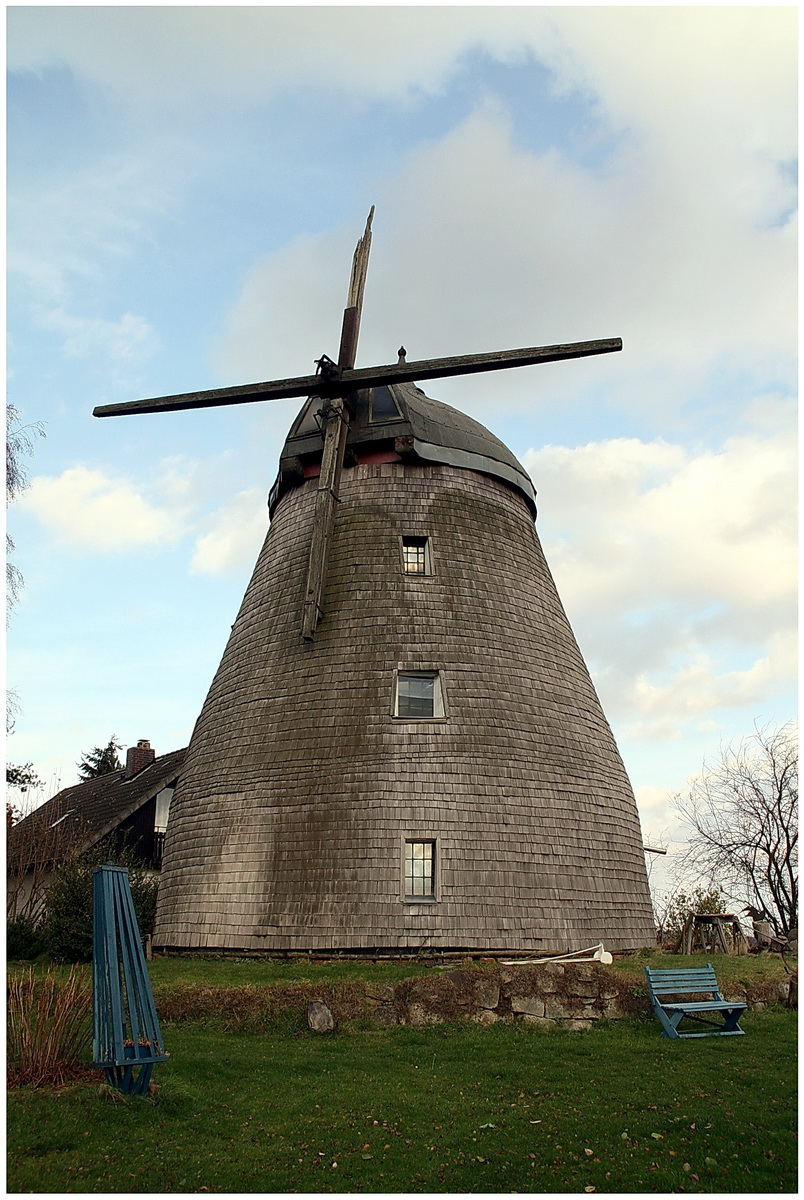
Nahansicht der Sorsumer Mühle (2006)

Bereits im 16. Jahrhundert wird eine Bockwindmühle in Sorsum erwähnt.  Diese ist auf der 1781 erstellten Karte der Kurhannoverschen Landesaufnahme nicht mehr verzeichnet.
Die Sorsumer Mühle wurde im Jahr 1876 durch die Peiner Mühlenbaufirma Tietz auf einer Anhöhe östlich der Ortschaft Sorsum errichtet. Es handelt sich um einen dreistöckigen Erdholländer.
Das Gebäude ist ein mit Holzschindeln verkleideter Kegelstumpf aus Bruchsteinmauerwerk.
Die Mühle hatte zunächst ein Paar Jalousieklappenflügel und ein Paar Segelgatterflügel. 1948 erhielt die Mühle das Flügelkreuz mit Jalousieklappflügeln der 1923 stillgelegten Wettberger Mühle.
Bauherr der Sorsumer Mühle war Müllermeister Theodor Dörries, der zuvor Pächter der Lemmier Mühle gewesen war.
Der ursprüngliche Mühlbesitz umfasste die Windmühle, ein Wohnhaus mit Scheune, das Lager und drei Morgen Grundbesitz. Die Baukosten der Mühle betrugen 42.000 Mark.
Letzter aktiver Müller war Hermann Will, der den Betrieb im Jahr 1950 erwarb.
1957/58 wurde die Mühlentechnik mit zwei Doppelwalzenstühlen auf neuzeitlichen Stand gebracht. Bald danach wurde der Mahlbetrieb eingestellt.
Im November 1972 zerstörte ein Orkan drei Mühlenflügel.
Die Mühle wurde ab 1987 saniert. Dabei wurde der verbliebene Flügel demontiert.
Die Innenausstattung wurde verändert, die Technik ist entfernt. Die Kappe ist erhalten, von den Flügeln ist nur noch das Balkenkreuz vorhanden, die Windrose fehlt.
Die Mühle befindet sich heute im Privatbesitz.

## Denkmalschutz
An der Erhaltung der Sorsumer Windmühle besteht wegen des Zeugnis- und Schauwertes für die Wirtschafts- und Technikgeschichte mit landschaftsprägender Bedeutung ein öffentliches Interesse.

## Sonstiges
Sorsumer Mühle ist zugleich der Name einer preisgekrönten Zucht der Hunderasse Boxer. Die Namensgebung erfolgte, da die Zucht am Ortsausgang Sorsum im Blickfeld der Mühle untergebracht war.